# فخر الدولة
فخر الدولة أبو الحسن علي بن الحسن (توفي في تشرين الأول أو تشرين الثاني 997) كان أمير البويهيين في ولاية الجبال (976-980، 984-997)، وهمدان (984-997) وجرجان وطبرستان (984-997). وهو الابن الثاني لركن الدولة.

## الحياة المبكرة
وُلِد أبو الحسن علي بن الحسن حوالي عام 952م، وهو ابن ركن الدولة، أمه ابنة النبيل الديلمي الفيروزاني الحسن بن الفيروزان، وهو قريب مكان بن كاكي. حصل أبو الحسن على لقب "فخر الدولة" في عام 975م.

## الصعود إلى السلطة والعزل
في كانون الثاني من عام 976، التقى ركن الدولة مع ابنه الأكبر، عضد الدولة، الذي كان يحكم فارس. وافق عضد الدولة على طلب ركن الدولة بأن يصبح فخر الدولة حاكمًا على الري عند وفاته، بينما تنتقل همدان إلى ابنه الثالث، مؤید الدولة البويهي، مقابل وعد بأن يعترف كل منهما به أميرًا كبيرًا. وبعد ثمانية أشهر فقط توفي ركن الدولة، وخلفه فخر الدولة في الري، وسرعان ما أعدم قريبه علي بن كما.
قَصُرَت مدة حكم فخر الدولة بسبب محاولته التنصل من سلطة عضد الدولة عليه. وتحالف مع ابن عمه عز الدولة الذي كان يحكم بغداد وكان عدوًّا لعضد الدولة. وعندما هُزم الأول على يد عضد الدولة عام 978، عقد فخر الدولة تحالفًا مع الأمير الزياري قابوس وطلب الدعم من السامانيين. مؤيد الدولة، حليف عضد الدولة، كلفه الأمير الكبير بالقضاء على سلطة فخر الدولة. وزحف إلى أرض فخر الدولة، مما أجبر الأخير على الفرار إلى الزياريين. لكن مؤيد الدولة واصل حملته، مما دفع كُلًّا من فخر الدولة وقابوس إلى اللجوء إلى خراسان السامانية. ثم حكم مؤيد الدولة الري باعتباره تابعًا لعضد الدولة.

## العودة وصعود السلطان
وقد أتاحت وفاة عضد الدولة عام 983، ومؤيد الدولة عام 984، لفخر الدولة فرصة استعادة ميراثه. عقد وزير مؤيد الدولة، الصاحب بن عباد، اجتماعًا للجيش في جرجان وأقنعه بقبول فخر الدولة خليفةً لسيده الراحل. وسافر فخر الدولة، الذي كان لا يزال في خراسان، إلى جرجان حيث أُعلن أميرًا. وقد أدى هذا الصعود الثاني إلى امتلاكه فعليًا المزيد من الأراضي مقارنة بما كان يملكه قبل طرده في عام 980. بالإضافة إلى الري، فقد سيطر الآن على ممتلكات مؤيد الدولة في همدان، وكذلك الأراضي الزيارية السابقة في جرجان وطبرستان. واتخذ لقب شاهنشاه، واستوزر الصاحب بن عباد، وأخذ بنصيحته بعدم إعادة قابوس إلى أرضه السابقة.
تمكَّن فخر الدولة من الحصول على اعتراف تاج الدولة وضياء الدولة كالحاكم الأكبر، اللذين أصبحا في السنوات التي تلت وفاة عضد الدولة حاكمين لخوزستان (الأهواز) والبصرة على التوالي. لكن هذا النجاح الدبلوماسي لم يكن ذا أهمية كبيرة، حيث كان الأميران صغيرين نسبيًّا واضطرا إلى البحث عن ملجأ في الري عندما طردهما شرف الدولة، الذي كان يحكم في فارس، من محافظتيهما. وفي الوقت نفسه، حاول فخر الدولة كسب موطئ قدم في خراسان السامانية، من خلال دعم المتمرد التركي تاش في محاولاته لاستعادة حكم الولاية. لكن هذا الدعم لم يساعده، إذ هُزم وأُجبر على الفرار إلى جرجان في نهاية عام 987. وقد جعله فخر الدولة واليًا على جرجان، حيث توفي تاش هناك عام 988.
كان شرف الدولة الذي وحَّد فارس والعراق في عام 987، قد توفي في عام 988 وترك لأخيه بهاء الدولة دولته. واستولى أخ آخر، وهو صمصام الدولة، على فارس وكرمان وخوزستان، فحَرَم بهاء الدولة من تلك المناطق. وحاول فخر الدولة استغلال التنافس بينهما بغزو خوزستان، بهدف قطع العراق عن فارس. لكن محاولته فشلت بسبب التضاريس والمناخ الوعر، ولم تنجح إلا في توحيد الأخوين ضده.
لكن هذا التهديد لم يدم طويلًا، إذ استأنف صمصام الدولة وشرف الدولة في نهاية المطاف الأعمال العدائية ضد بعضهما البعض. وبعد سنوات قليلة فقط، اعترف صمصام الدولة بفخر الدولة كأمير كبير، في محاولة لتأمين منصبه الذي أصبح ضعيفًا بشكل متزايد. وقد مثَّلَت هذه الفترة ذُروة قوة فخر الدولة؛ فبالإضافة إلى أراضيه الخاصة، أصبح لديه الآن سلطة على صمصام الدولة، الذي حكم فارس، وكرمان، وخوزستان، وعُمان.

## الحملة على خراسان وألموت
فخر الدولة الذي أصبح حاكم إيران كلها الآن، قرر بمساعدة وزيره الصاحب بن عباد، القيام بحملة للاستيلاء على خراسان من السامانيين. في عام 994 أو 995 غزا المقاطعة، لكنه لم ينجح. عُين محمود، ابن الحاكم الغزنوي سبكتيكين، من السامانيين ليحكم لخراسان، مما دفع الغزنويين إلى دعم المدافعين. ورغم ضخامة جيشه، اضطر فخر الدولة إلى التراجع.
في عام 995، توفي الوزير الصاحب بن عباد. وكان للوزير دورٌ هامٌ في الحفاظ على قبضة فخر الدولة على إيران البويهية، وكانت خسارته مؤسفةً لفخر الدولة. وفي عام 997 توفي فخر الدولة نفسه. وخلفه ابنه الأكبر مجد الدولة في الري، وابنه الأصغر شمس الدولة في همدان. وبسبب صغر سنهما تولت زوجة فخر الدولة، السيدة شيرين، الوصاية على العرش والحكم الفعلي. كان موت فخر الدولة بمثابة بداية تراجع البويهيين في شمال إيران؛ وبعد فترة وجيزة تمكن قابوس من استعادة حكم الزياريين في جرجان وطبرستان.